# Matematici indiani

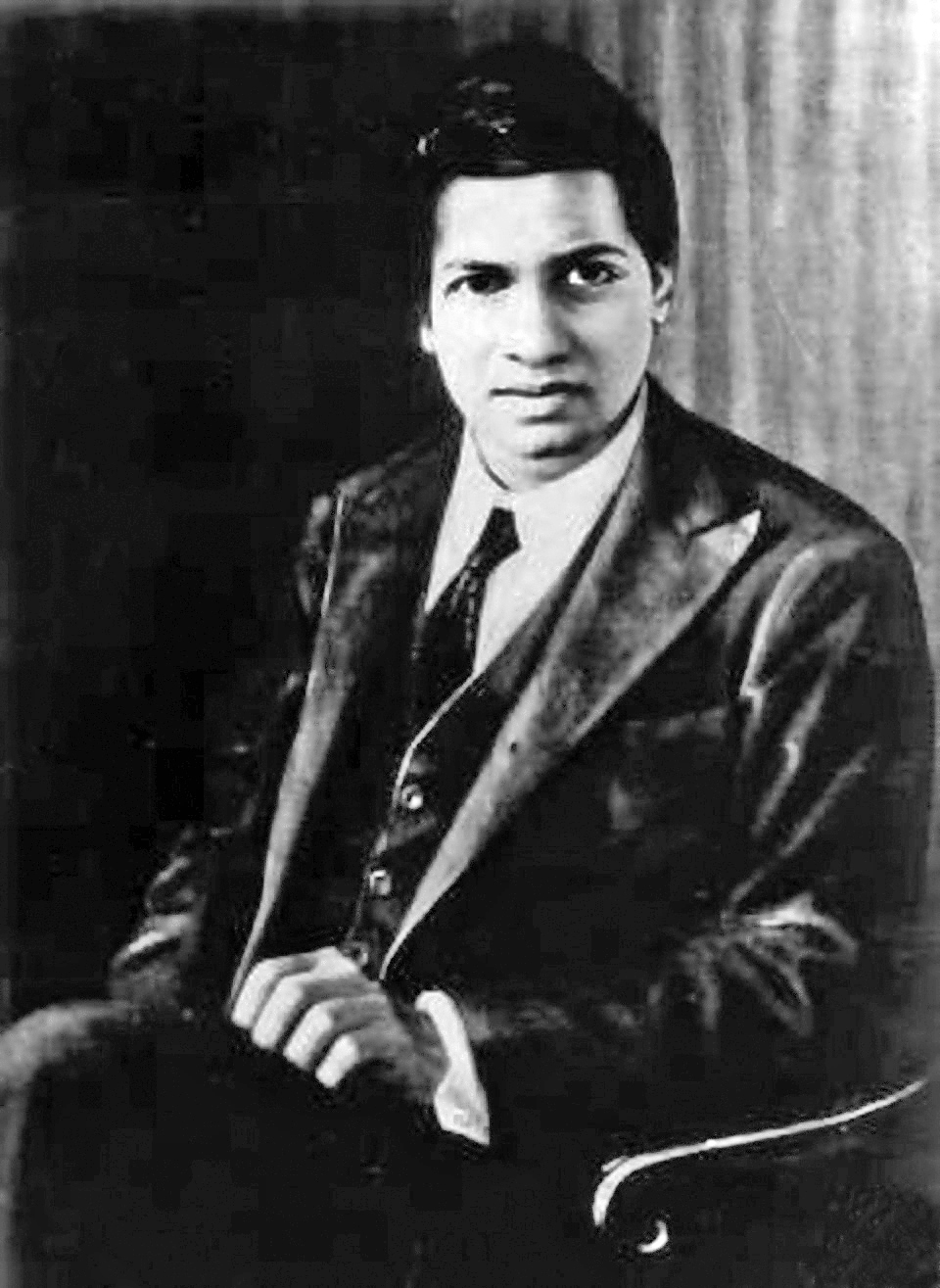
Il più celebre matematico indiano degli ultimi tempi, Srinivasa Ramanujan

La cronologia dei matematici indiani comprende la civiltà della valle dell'Indo e dei Veda fino all'età moderna.
I matematici indiani hanno dato numerosi contributi alla matematica e hanno influenzato in modo significativo scienziati e matematici in età moderna. I numeri arabo-indiani sono usati prevalentemente oggi nei Paesi moderni.

## Età antica
- Baudhayana (fl. 900 a.C. circa)
- Manava (fl. 750–650 a.C.)
- Apastamba (c.600 a.C.)
- Pāṇini (c. 520-460 a.C.).
- Katyayana (fl. 300 a.C. circa)
- Bharat Muni (300-200 a.C.)
- Pingala (forse c. 500 a.C.)

## Età classica
Compresa dal Sanscrito post-vedico al periodo Pala (dal II secolo a.C. all'XI secolo d.C.).
- Bhadrabahu (367-298 a.C.)
- Yativrisham Acharya (circa 176 a.C.)
- Umasvati
- Yavaneśvara (II secolo)

- Vishnucandra, (IV secolo)
- Śrīsheṇa, (IV secolo)
- Sarvanandi (458)
- Aryabhata (476–550)
- Pānduranga-svāmi, discepolo di Aryabhatta
- Lātadeva, discepolo di Aryabhatta
- Nishanku, discepolo di Aryabhatta
- Yativrsabha (500–570)
- Varāhamihira (505–587)
- Yativṛṣabha – matematico del VI secolo e scrittore del libro Tiloyapannatti che dà varie unità per misurare le distanze e il tempo e postulando differenti concetti di infinito.
- Brahmagupta (598–670) – Ha aiutato a portare il concetto di zero nell'aritmetica.
- Virahanka (VI secolo)
- Bhaskara I (600–680)
- Shridhara (tra 650–850) – Dà una regola per trovare il volume della sfera.
- Lalla (c. 720–790)
- Virasena (792-853)
- Govindasvāmi(c. 800 – c. 860)
- Prithudaka (c. 830 – c. 890)
- Śaṅkaranārāyaṇa,(c. 840 – c. 900)
- Vaṭeśvara (nato 880)
- Mahavira (IX secolo)
- Jayadeva, IX secolo
- Aryabhata II (920 – c. 1000)
- Vijayanandi (c. 940-1010)
- Śrīpati (1019–1066)
- Halayudha, X secolo
- Brahmadeva (1060–1130)
- Abhayadeva Suri (1050 )
- Pavuluri Mallana – (XI secolo)
- Hemachandra (1087–1172)
- Udayadivākara.1073
- Gopala (XI secolo)
- Bhaskara II (1114–1185)
- Ratnakarashanti (XI secolo)
- Someshvara III, (1127–1138)

## Periodo medievale (1200-1800)
- Vedanta Desika (1268–1369)
- Narayana Pandit
- Madhava of Sangamagrama
- Parameshvara (1360–1455), scoptì drk-granita, un modello di astronomia basato sulle osservazioni
- Nilakantha Somayaji (1444–1545), matematico e astronomo
- Raghunatha Siromani (1475–1550), logico
- Mahendra Suri (XV secolo)
- Shankara Variyar (c. 1530)
- Jyeshtadeva (1500–1610), autore del Yuktibhāṣā
- Achyuta Pisharati (1550–1621), matematico e astronomo
- Munishvara (XVII secolo)
- Kamalakara (1657)

## Nati nel XIX secolo
- Radhanath Sikdar (1813–1870)
- Ramchandra (1821–1880)
- Pathani Samanta (1835–1904)
- Jadav Chandra Chakravarti (1855–1920)
- Ashutosh Mukherjee (1864–1924)
- Ganesh Prasad (1876–1935)
- Swami Bharati Krishna Tirtha (1884–1960)
- Srinivasa Ramanujan (1887–1920)
- A. A. Krishnaswami Ayyangar (1892–1953)
- Prasanta Chandra Mahalanobis (1893–1972)
- Dinanath Atmaram Dalvi (1844- 1897)

## Nati nel XX secolo

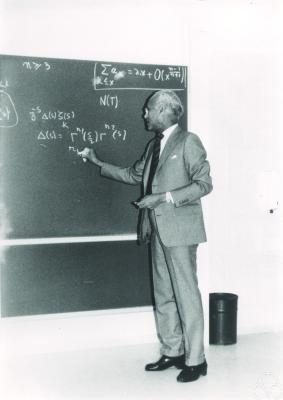
Il matematico indiano Komaravolu Chandrasekhar a Vienna, 1987

- Subbayya Sivasankaranarayana Pillai (1901-1950)
- Raj Chandra Bose (1901-1987)
- Tirukkannapuram Vijayaraghavan (1902-1955)
- Dattaraya Ramchandra Kaprekar (1905-1986)
- Samarendra Nath Roy (1906-1964)
- Damodar Dharmananda Kosambi (1907-1966)
- Sarvadaman Chowla (1907-1995)
- Lakkoju Sanjeevaraya Sharma (1907-1998)
- Subrahmanyan Chandrasekhar (1910-1995)
- SS Shrikhande (1917-2020)
- Prahalad Chunnilal Vaidya (1918-2010)
- Anil Kumar Gain (1919-1978)
- Calyampudi Radhakrishna Rao (nato nel 1920)
- Harish-Chandra (1923-1983)
- PK Srinivasan (1924-2005)
- Raghu Raj Bahadur (1924-1997)
- Gopinath Kallianpur (1925-2015)
- Shreeram Shankar Abhyankar (1930–2012)
- Surindar Kumar Trehan (1931-2004)
- CS Seshadri (1932-2020)
- MS Narasimhan (nato nel 1932)
- Srinivasacharya Raghavan (nato nel 1934)
- KSS Nambooripad (1935-2020)
- Ramaiyengar Sridharan (nato nel 1935)
- Vinod Johri (1935–2014)
- KR Parthasarathy (nato nel 1936)
- SN Seshadri (1937-1986)
- Ramdas L. Bhirud (1937-1997)
- S. Ramanan (nato nel 1937)
- Pranab K. Sen (nato nel 1937)
- Veeravalli S. Varadarajan (1937–2019)
- Jayanta Kumar Ghosh (1937–2017)
- CP Ramanujam (1938-1974)
- VN Bhat (1938-2009)
- SR Srinivasa Varadhan (nato nel 1940)
- MS Raghunathan (nato nel 1941)
- Vashishtha Narayan Singh (1942–2019)
- CR Rao (nato nel 1920)
- SB Rao (nato nel 1943)
- Phoolan Prasad (nato nel 1944)
- Gopal Prasad (nato nel 1945)
- Vijay Kumar Patodi (1945-1976)
- SG Dani (nato nel 1947)
- Raman Parimala (nato nel 1948)
- Navin M. Singhi (nato nel 1949)
- Sujatha Ramdorai
- R. Balasubramanian (nato nel 1951)
- M. Ram Murty (nato nel 1953)
- Alok Bhargava (nato nel 1954)
- Rattan Chand (nato nel 1955)
- V. Kumar Murty (nato nel 1956)
- Rajendra Bhatia (nato nel 1952)
- Narendra Karmarkar (nato nel 1957)
- Dipendra Prasad (nato nel 1960)
- Dinesh Thakur (nato nel 1961)
- Manindra Agrawal (nata nel 1966)
- Madhu Sudan (nato nel 1966)
- Chandrashekhar Khare (nato nel 1968)
- USR Murty
- Ramji Lal (nato nel 1945)
- L. Mahadevan
- Kapil Hari Paranjape
- Vijay Vazirani (nato nel 1957)
- Umesh Vazirani
- Shiv Datt Kumar (nato nel 1965)
- Mahan Mj (nato nel 1968)
- Santosh Vempala (nato nel 1971)
- Kannan Soundararajan (nato nel 1973)
- Kiran Kedlaya (nato nel 1974)
- Manjul Bhargava (nato nel 1974)
- Ritabrata Munshi (nata nel 1976)
- Amit Garg (nato nel 1978)
- Subhash Khot (nato nel 1978)
- Sourav Chatterjee (nato nel 1979)
- Akshay Venkatesh (nato nel 1981)
- Sucharit Sarkar (nato nel 1983)
- Neena Gupta (nata nel 1984)
- Nayandeep Deka Baruah (nato nel 1972)